# Großer Tiergarten
Pour les articles homonymes, voir Tiergarten.
Le großer Tiergarten [ˈɡʀoːsɐ ˈtiːɐ̯ˌɡaʁtn̩] (littéralement « grand jardin aux animaux ») est un parc du centre de Berlin (à l'ouest de la porte de Brandebourg), situé dans le quartier auquel il a donné son nom Berlin-Tiergarten dans l’arrondissement de Mitte. 
Avec ses 210 hectares, ses 3 kilomètres de long sur 1 kilomètre de large, c’est le deuxième espace vert de la ville en superficie, après le champ de Tempelhof, situé à l'emplacement de l'ancien aéroport de Berlin-Tempelhof, et le troisième d’Allemagne (en comparaison, le jardin anglais de Munich couvre une superficie de 417 ha, les bois de Vincennes et bois de Boulogne à Paris couvrent respectivement 995 et 846 ha, Central Park à New York 341 ha et Hyde Park à Londres 141 ha). C'est le plus ancien parc de la ville. 
Créé au XVIe siècle, et malgré les aménagements du XIXe siècle, il a conservé son aspect sauvage, alternant pelouses, petits étangs et longues zones boisées. Il est traversé par plusieurs avenues dont une des plus célèbres artères de la capitale qui le parcourt d'est en ouest, la rue du 17 juin à mi-parcours de laquelle se trouve la Großer Stern, avec en son centre, la colonne de la victoire.
Ancienne réserve de chasse, le großer Tiergarten abrite de nombreux animaux sauvages et la municipalité a mandaté trente-cinq « chasseurs urbains » dont l'objectif est de lutter contre la prolifération du gibier, notamment les sangliers.
On trouve dans le parc d'autres monuments célèbres tels que :
- le château de Bellevue (résidence officielle du président de la République fédérale d'Allemagne), au nord-ouest,
- la Siegessäule, au centre-ouest,
- le Mémorial soviétique, à l'est,
- le palais du Reichstag (qui abrite le Bundestag), au nord-est.

## Histoire
Le Tiergarten était à l'origine une réserve de chasse des margraves, et princes-électeurs du Brandebourg. Au XVIIe siècle, celle-ci s'étirait bien au-delà de ses dimensions actuelles : elle s'étendait jusqu'aux villages de Lietzow à l'ouest, de Wilmersdorf au nord, et de Schöneberg au sud.

### DuXVIIIesiècleà 1918

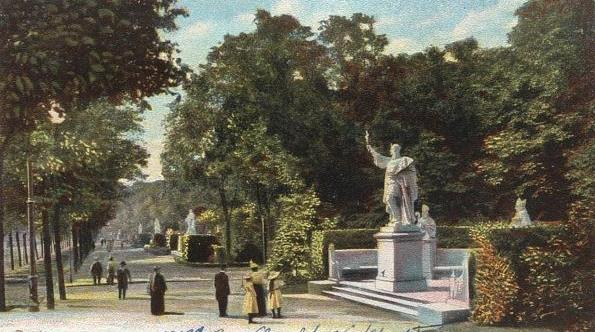
Vue de l'allée de la Victoire en 1902, aujourd'hui disparue.

Sous Frédéric Ier, le Tiergarten commença à devenir un parc. Dans le prolongement de l'avenue Unter den Linden, on aménagea une allée reliant le château de Berlin (Stadtschloss) à la résidence d'été de Charlottenburg. Celle-ci baptisée Charlottenburger Chaussee allait devenir plus tard la Straße des 17. Juni.
Sous le règne de Frédéric II, le Tiergarten prit peu à peu sa physionomie actuelle. Knobelsdorff en transforma une partie en parc d'agrément, inspiré du style français.
Ses successeurs lui préférèrent les jardins à l'anglaise : l'« île Rousseau » et l'« île de la Reine Marie-Louise » furent créées entre 1792 et 1810.
C'est le paysagiste Peter Joseph Lenné (1789-1866) qui dessina les espaces sillonnés de sentiers bucoliques et parsemés de lacs que l'on connait aujourd'hui. À la même époque, Lenné fut chargé de réaliser le jardin zoologique.
En 1848-1849, lors de la révolution de mars, les manifestants ouvriers et bourgeois se réunirent au Tiergarten face à la troupe qui se retira. Mais les divisions au sein du mouvement le font échouer peu après, et les militaires décrétèrent l'état de siège dans la ville. Ce mouvement est à l'origine du processus d'unification de l'Allemagne.
Le Tiergarten continue d'être aménagé en lieu de promenade pendant le XIXe siècle et le début du XXe siècle, avec notamment des sculptures comme le monument des Compositeurs, l'allée de la Victoire voulue par Guillaume II, ornée de statues historiques.

### Après 1918
Durant la Seconde Guerre mondiale, notamment pendant la bataille de Berlin, le parc est gravement endommagé par les bombes incendiaires, avant que les arbres restants ne soient tous abattus pour servir de bois de chauffage et que les espaces verts ne se transforment en potagers pour subvenir aux besoins de la population berlinoise. À l'issue du conflit, en 1949, un million d'arbres furent plantés, dont un tilleul des mains du bourgmestre Ernst Reuter, redonnant ainsi au Tiergarten son lustre d'antan.
Durant l'occupation alliée de Berlin, le parc se trouve dans la zone britannique.

### Après la réunification allemande

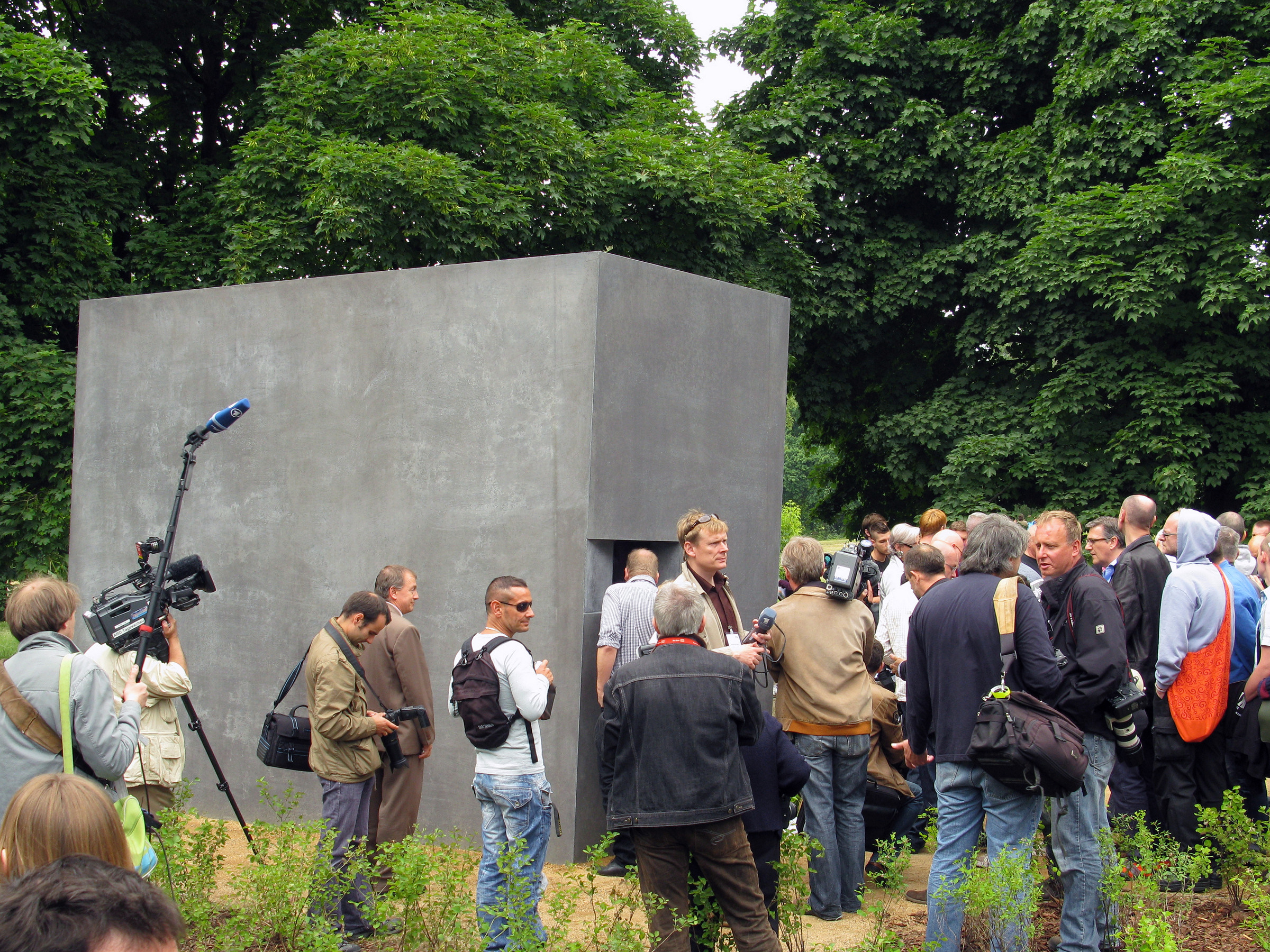
Mémorial aux homosexuels persécutés pendant la période nazie.

Le Tiergarten a été le point de ralliement des Love Parade depuis la chute du Mur au début des années 1990, avec 1,5 million de fêtards de la musique électronique.
En 2008, y a été inauguré le mémorial aux homosexuels persécutés pendant la période nazie.

## Vue panoramique

Vue panoramique du Tiergarten depuis la Siegessäule, avec dans l'ordre les artères : Straße des 17. Juni (vers l'Est), Hofjägerallee (vers le Sud), Straße des 17. Juni (vers l'Ouest), Altonaer Straße (vers le Nord-Ouest) et Spreeweg (le Nord-Est).